# Castello di Montebello (Poggio Torriana)
Das Castello di Montebello, auch Castello di Guidi di Bagno genannt, ist eine mittelalterliche Burg auf einem Hügel über Montebello di Torriana, einem Ortsteil der Gemeinde Poggio Torriana in der italienischen Region Emilia-Romagna. Sie gehörte den Malatestas und später der Familie Guidi di Bagno, die sie zum Zentrum ihrer gleichnamigen Grafschaft machten.

## Geschichte
Diese erste urkundliche Erwähnung der Burg findet sich in einem Kaufvertrag vom 24. September 1186, den ein Notar in Verucchio ausfertigte und in dem Ugolinuccio di Maltalone sie Giovanni Malatesta, einem Verwandten von Malatesta „Mastin vecchio“, dem Gründer der Signoria der Malatestas, verkaufte.
Drei Jahrhunderte lang sollten die Geschicke der Burg eng mit denen der Familie Malatesta verbunden sein, die sie von einer einfachen Burg in eine meisterhafte, offenbar uneinnehmbare Festung umbauten ließen. Die Umfassungsmauer wurde komplettiert, neue Türme wurden ebenso errichtet, wie Wehrgänge und ein Zeughaus eingerichtet. Nach der Kapitulation von Sigismondo Malatesta und seinem Sohn Roberto, die Montebello geplündert hatten, erhielt Giovanni Francesco Guidi di Bagno in der zweiten Hälfte des 15. Jahrhunderts durch eine Bulle von Papst Pius II. vom 1. Juni 1464 den Grafentitel als Vergeltung für seine Mitwirkung beim Sieg über Sigismondo Malatesta.
Die Familie Guidi di Bagno behielten das Gebiet von Montebello bis 1797, dem Jahr, in dem das Feudalsystem von Napoleon Bonaparte per Dekret abgeschafft wurde. Seit 1549 taten sie dies im Range von Markgrafen und sind auch heute noch Eigentümer der Burg.
Die Adelsfamilie behielt das Anwesen als Residenz, das im Zweiten Weltkrieg beschädigt worden war, und leitete 1989 grundlegenden Restaurierungsarbeiten ein. Aus dem Mittelalter blieben der massige Bergfried, die Gefängnisse des Lehens, die Geheimgänge, die Fallstricke zur Verteidigung und der solide Tresor erhalten, den die französischen Invasoren Ende des 18. Jahrhunderts ohne Erfolg wegzuschleppen versucht hatten. Das Zeughaus, das außerhalb des Komplexes liegt, ist ein rechteckiges Gebäude, das im 18. Jahrhundert ziemlich verändert wurde.
Das Ehrentor vermittelt den Zugang zur Burg: Auf der Mauer kann man ein Wappen aus dem 16. Jahrhundert sehen, das in den Stein gehauen wurde und geviertelt die Wappen der Guidi die Bagno und der Colonna di Zagarolo zeigt. Dies erinnert an eine Heirat zwischen den beiden Adelshäusern.
Im Renaissanceteil der Burg, den die Familie Guidi di Bagno errichten ließ, kann man Schmuck, Spiegel, Ahnenporträts, einen großen, gemalten Stammbaum und eine Sammlung von Kästen und Hochzeitstruhen sehen. Im Salone delle Feste (dt.: Festsaal) sind Originalmöbel erhalten, während in der Familienkapelle ein Gemälde bemerkenswert ist, das den Familienheiligen von Carlo Guidi darstellt.

## Sage und Galerie
Der sogenannte Azzurrina-Korridor weist den Ort, an dem nach der Legende Guendolina Malatesta – ein Kind von fünf Jahren mit Albinismus – verschwunden sein soll; sie soll die Tochter des Lehensherrn Ugolinuccio und von Costanza gewesen sein. Dies soll am 21. Juni 1375, dem Tag der Sommersonnenwende, stattgefunden haben.
Das Porträt, das in der Galerie aufgehängt wurde, ist ein Werk der Malerin Novella Parigini aus der Toskana.

## Galeriebilder

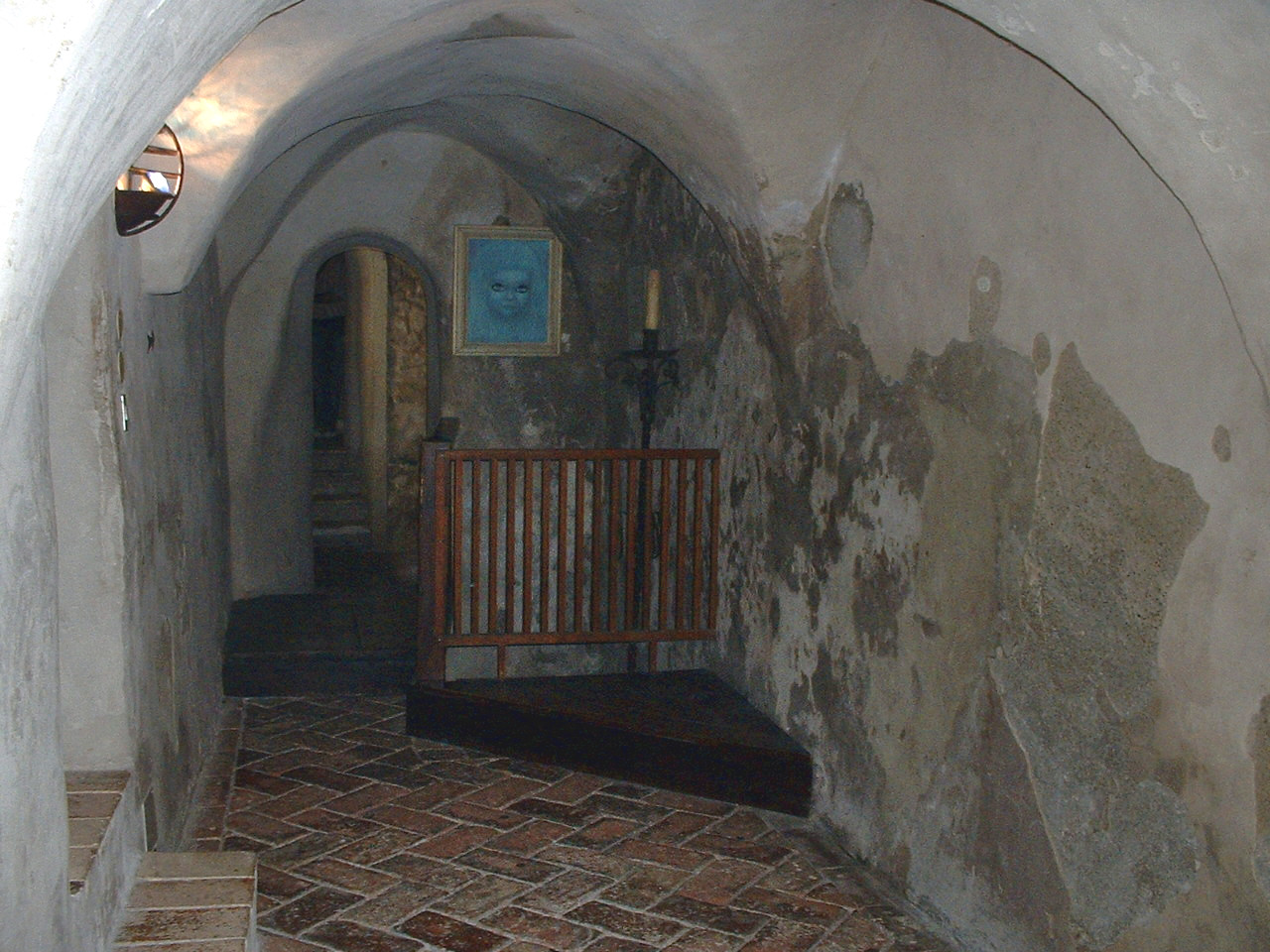
Der Azzurrina-Korridor
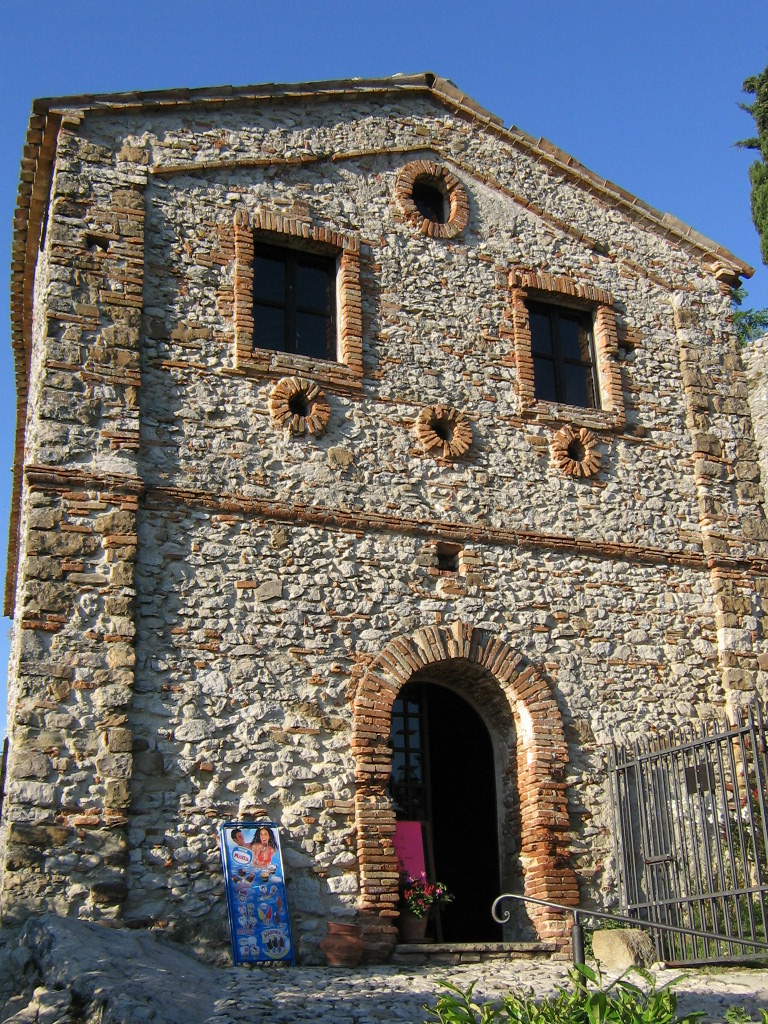
Das Zeughaus, eine ehemalige Pfarrkirche
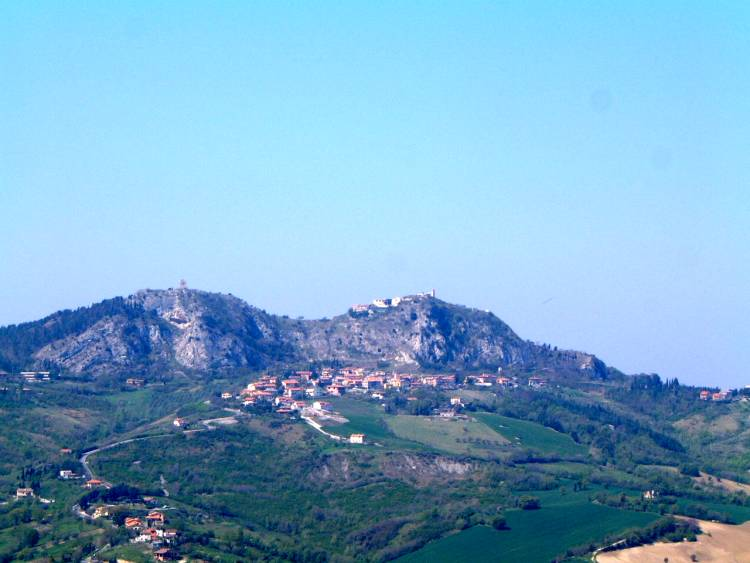
Torriana und ... Castello Due Torri? Montebello →
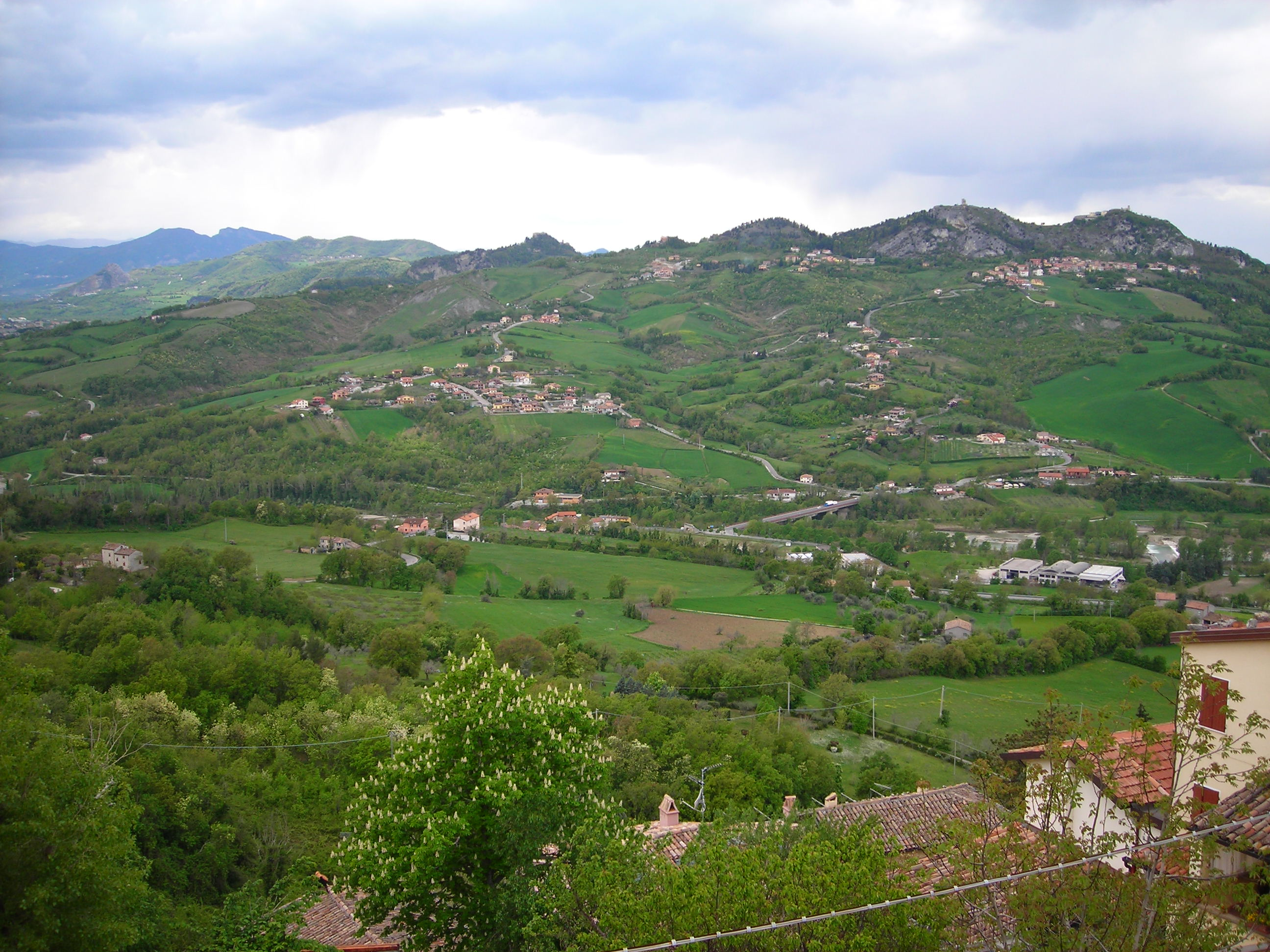
Die verschiedenen Burghügel über dem Valmarecchiatal
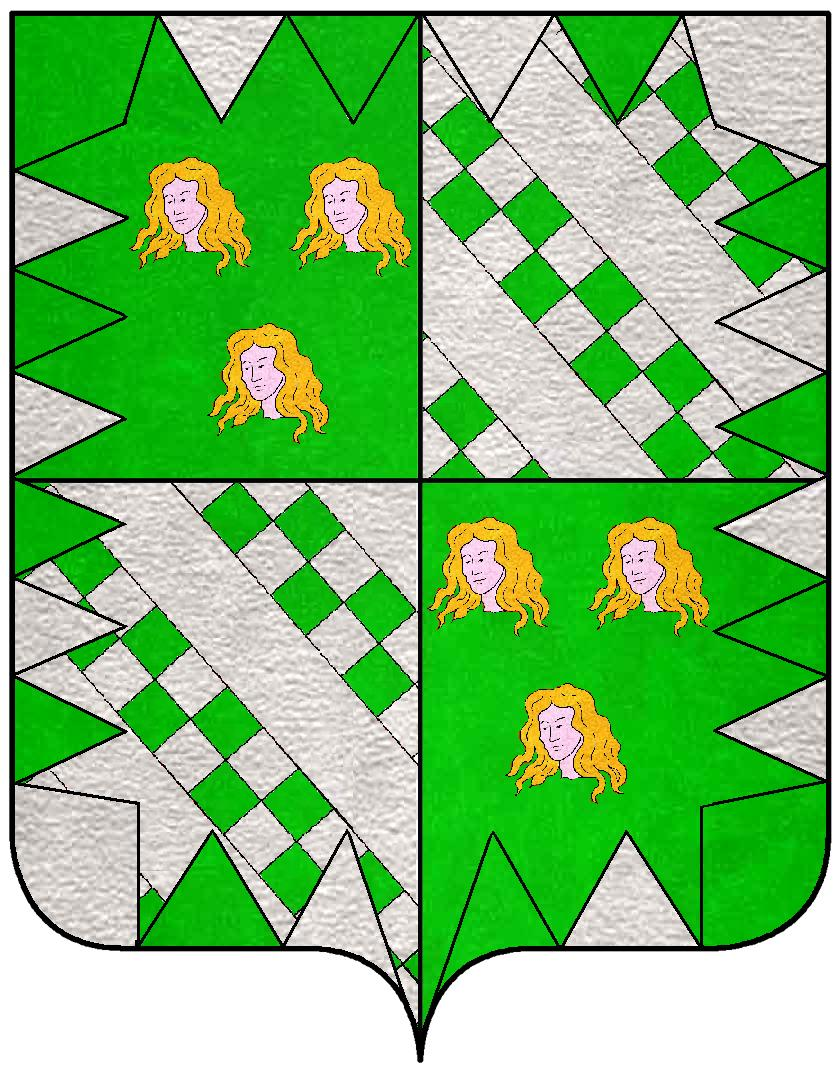
Das Wappen der Malatestas
Das Wappen der Familie Guidi di Bagno